# Joseph Othmar von Rauscher
Joseph Othmar kardinal von Rauscher, avstrijski rimskokatoliški duhovnik, škof in kardinal, * 6. oktober 1797, Dunaj, † 24. november 1875.

## Življenjepis
21. marca 1823 je prejel duhovniško posvečenje.
29. januarja 1849 je bil imenovan za škofa Sekove; potrjen je bil 12. aprila in škofovsko posvečenje je prejel 15. aprila 1849.
20. marca 1853 je bil imenovan za dunajskega nadškofa; potrjen je bil 27. junija 1853 in ustoličen je bil 15. avgusta istega leta.
17. decembra 1855 je bil povzdignjen v kardinala. 23. decembra 1858 je bil ustoličen kot kardinal-duhovnik cerkve Santa Maria della Vittoria v Rimu.
Umrl je 24. novembra 1875.